# Копырино (Курганская область)
Копырино — деревня в Макушинском районе Курганской области. Входит в состав Обутковского сельсовета.

## История
До 1917 года в составе Казаркинской волости Курганского уезда Тобольской губернии. По данным на 1926 год состояла из 100 хозяйств. В административном отношении входила в состав Обутковского сельсовета Макушинского района Курганского округа Уральской области.

## Население
| 1989 | 2002 | 2010 |
| ---- | ---- | ---- |
| 240  | ↘205 | ↘111 |

По данным переписи 1926 года в деревне проживало 528 человек (242 мужчины и 286 женщин), в том числе: русские составляли 100 % населения.